# Hirtenberg HV.15
O Hirtenberg HV.15 foi um monoplano austríaco com dois motores desenvolvido pela Hirtenberg.
Esta aeronave foi o primeiro bimotor construído por esta empresa, originalmente construindo apenas para o mercado civil. Estava planeado que esta aeronave fosse um avião civil de passageiros ou um transportador leve, mas foi tomada pela então Força Aérea da Áustria, a Heimwehr Flieger Korps, que posteriormente devido à Áustria ser anexada ao reich alemão, a aeronave foi classificada pelo RLM como WNF Wn 16. O HV.15 efectuou o seu primeiro voo a 8 de Março de 1936, sustentados pelos motores mais potentes disponíveis na época em território austríaco, um par de Siemens-Halske Sh 14A. Apenas uma unidade foi construída.

## Variantes
- HV.15 - versão civil
- HM.15 - versão militar